# Ruta Provincial 2 (Formosa)
La Ruta Provincial 2 es una carretera perteneciente a la red vial primaria de la provincia. Tiene aproximadamente 110 km y se localiza en el este de la Provincia de Formosa, Argentina. 
De los 110 kilómetros totales, 95 km se encuentran totalmente pavimentados, en el tramo entre Laguna Blanca y Ruta Nacional 11 y solo 15 km son de tierra en el tramo Ruta Nacional 11 y la Ruta Provincial 6.

Es un importante vínculo entre las localidades de Colonia Pastoril, Riacho He-Hé y Laguna Blanca. Además conecta la Ruta Nacional 11 con la Ruta Nacional 86.

## Localidades que atraviesa
- Colonia Pastoril
- Riacho He-Hé
- Laguna Blanca

## Intersecciones y puentes
|  | STRq | KRZ | STRq |

|  | STRq | KRZ | STRq |

|  | WASSERq | WBRÜCKE1 | WASSERq |

|  | STRq | KRZ | STRq |

|  | WASSERq | WBRÜCKE1 | WASSERq |

|  | STRq | KRZ | STRq |

|  | WASSERq | WBRÜCKE1 | WASSERq |

|  | STRq | KRZ | STRq |